# التجسس الروسي في الولايات المتحدة
بدأ التجسس الروسي في الولايات المتحدة الأمريكية Russian espionage in the United States على يد الاتحاد السوفيتي خلال الحرب الباردة، ومن المرجح أن يكون قد بدأ من قبل. حسب الحكومة الأمريكية فإن هذا التجسس سنة 2007 بلغ مستوى ما كان عليه خلال الحرب الباردة.

## العمليات

### التجسس
حسب الكولينيل السابق لمديرية المخابرات الرئيسية الروسية، ستانيسلاف لوناف، فإن خدمة المخابرات الخارجية ومديرية المخابرات الرئيسية (وكالات الاستخبارات السياسية والعسكرية الروسية على التوالي) عملا ضد الولايات المتحدة بطرق أكثر فاعلية عن ما كانا عليه خلال أيام الذروة في الحرب الباردة. أما حسب الضابط السابق لخدمة المخابرات الخارجية، كوزمينوف، فإنه منذ نهاية الثمانينيات بدأت لجنة أمن الدولة ثم خدمة المخابرات الخارجية بخلق «نسق ثاني» لـ«العملاء المساعدين خلافا لمساعدينا الرئيسين، غير الشرعيين والخاصين». هؤلاء العملاء هم مهاجرون غير شرعيين من بينهم علماء ومهنيون آخرون. وصف ضابط أخر في خدمة المخابرات الخارجية، الذي انشق لبريطانيا سنة 1996، تفاصيل حول ألاف العملاء الروس وضباط الاستخبارات، وقال أن البعض منهم هم أشخاص «غير شرعيون» عاشوا تحت تغطية مشددة في الخارج.

### التجسس الإلكتروني
في أبريل 2015، ذكرت سي أن أن أن قراصنة روس تمكنوا من «اختراق أجزاء حساسة في حواسيب البيت الأبيض». كما قيل أن مكتب التحقيقات الفيدرالي، الخدمة السرية ووكلات استخبارات أمريكية أخرى صنفت الهجمة من بين أكثر الهجمات التي شنت على أنظمة الحكومة الأمريكية تطورا.

## طرد عملاء الاستخبارات
أمر الرئيس دونالد ترامب بطرد 60 روسيا من الطاقم الإستخباراتي والديبلوماسي في الولايات المتحدة إثر عملية تسميم سيرجي ويوليا سكريبال. كما أمر بغلق القنصلية في سياتل، واشنطن ارتكازا على ايمان ضباط الإستخبارات الأمريكين بكون هذه القنصلية كانت تعمل كمفتاح أساسي لعمليات الاستخبارات الروسية في الولايات المتحدة.